# Arquidiocese de Ibadã
A Arquidiocese de Ibadã (Archidiœcesis Ibadanensis) é uma circunscrição eclesiástica da Igreja Católica situada em Ibadã, Nigéria. Seu atual arcebispo é Gabriel 'Leke Abegunrin. Sua Sé é a Catedral de Santa Maria de Ibadã.
Possui 49 paróquias servidas por 189 padres, abrangendo uma população de 5 960 540 habitantes, com 6,0% da dessa população jurisdicionada batizada (357 240 católicos).

## História
A prefeitura apostólica de Ibadã foi erigida em 13 de março de 1952 com a bula Apostolica Sedes do Papa Pio XII, recebendo o território da Arquidiocese de Lagos.
Em 28 de abril de 1958 a prefeitura apostólica foi elevada a diocese.
Em 1 de julho de 1960, com a carta apostólica Quemadmodum probata, o Papa João XXIII proclamou São Patrício como patrono principal dea diocese.
Recebeu a visita pastoral do Papa João Paulo II em 15 de fevereiro de 1982.
Em 26 de março de 1994 a diocese foi elevada à categoria de arquidiocese metropolitana com a bula Cum in Nigeria do Papa João Paulo II.

## Prelados
|                | Nome                    | Período   | Notas     |
| Arcebispo      | Arcebispo               | Arcebispo | Arcebispo |
| -------------- | ----------------------- | --------- | --------- |
| 2º             | Gabriel 'Leke Abegunrin | 2013-     | Atual     |
| 1º             | Felix Alaba Adeosin Job | 1994-2013 |           |
| Bispo          |                         |           |           |
| 2º             | Felix Alaba Adeosin Job | 1974-1994 |           |
| 1º             | Richard Finn, S.M.A. †  | 1953-1974 |           |
| Bispo auxiliar |                         |           |           |
|                | Felix Alaba Adeosin Job | 1971-1974 |           |